# A lyga
La A lyga è la massima divisione del campionato lituano di calcio. È formata da dieci squadre ed è organizzata dalla LFF, la federcalcio lituana.

## Formula
La stagione calcistica del 2019 prenderà il via all'ultima domenica di febbraio con le gare che si disputeranno al coperto e si concluderà a novembre.
Le otto squadre partecipanti si affrontano per quattro volte, per un totale di ventotto giornate, al termine delle quali le prime sei giocano ulteriori sette gare per determinare le posizioni di testa. La settima classificata va ai play-off con la seconda classificata della Pirma Lyga mentre.l'ultima classificata è retrocessa direttamente in Pirma lyga, la seconda serie nazionale.

La squadra campione di Lituania ha il diritto a partecipare alla UEFA Champions League partendo dal secondo turno preliminare.

Le squadre classificate al secondo e terzo posto sono ammesse alla UEFA Europa League partendo dal primo turno preliminare.

Anche la vincitrice della Coppa nazionale è ammessa alla UEFA Europa League, ma partendo dal secondo turno preliminare.

## Storia

### Dal 1922 al 1944
La Lyga nacque nel 1922: nelle prime due stagioni fu di fatto un torneo limitato alla città di Kaunas. Dal 1924 si inserirono squadre delle contee di Klaipėda e Šiauliai: in ogni caso il campionato era diviso in gironi con fasi conclusive nazionali disputate non sempre con regolarità. Solo nel 1931 si disputò un campionato su girone unico e si cominciò a parlare effettivamente di Lietuvos Lyga (lega lituana). Tale formato fu utilizzato fino al 1938/'39, con l'eccezione del solo campionato 1935.
Dal 1938 al 1944 il campionato subì diverse vicissitudini a causa dell'annessione sovietica, dell invasione tedesca e del conflitto mondiale. 

### Dominazione sovietica
Tra il 1945 e il 1989, il campionato ebbe carattere regionale visto che la Lituania faceva parte dell'Unione Sovietica; in effetti, però, ben poche squadre partecipavano esclusivamente al Campionato di calcio dell'URSS. Tra queste da ricordare soprattutto:
- Žalgiris Vilnius: noto prima come Dynamo e poi come Spartakas, militò sempre nel campionato sovietico e arrivò ai massimi livelli negli anni ottanta.
- Atlantas Klaipėda: conosciuto inizialmente come Granitas, partecipò ai campionati sovietici a partire dal 1963
- Inkaras Kaunas: partecipò ad alcune edizioni della Coppa dell'Unione Sovietica negli anni cinquanta e alla seconda lega sovietica nel 1989.
- Banga Kaunas: partecipò al campionato sovietico nei primi anni sessanta.

A livello locale il campionato, denominato inizialmente A Klase, assunse dal 1966 il nome di Aukščiausioji lyga. Il formato cambiò nel corso degli anni: inizialmente disputato su girone unico, in seguito fu organizzato in diverse occasioni in due o più gironi (basati su criteri geografici e non) con fasi conclusive basati su nuovi gironi. Tra il 1959 e il 1963 il campionato fu disputato sul modello europeo, con inizio in autunno e fine in primavera; nelle restanti edizioni si seguì l'anno solare.

### Dall'indipendenza ad oggi
Alla fine della stagione 1989 le squadre lituane si ritirarono dal campionato sovietico e, insieme ad alcune formazioni lettoni ed estoni, diedero vita alla Baltic League 1990: le prime quattro classificate disputarono una fase di play-off con le prime quattro classificate del residuo campionato lituano; fu così assegnato quello che viene considerato il primo titolo post-indipendenza.
Tra il 1991 e il 1999 il campionato seguì il formato temporale europeo (inizio in autunno, fine in primavera), come era già successo tra il 1936 e il 1940. Dal 1999 si tornò a rispettare il calendario solare e il campionato assunse la denominazione di A lyga.
Dal 1990, anno in cui la Lituania è tornata ad essere uno stato indipendente, la squadra più titolata del massimo campionato è lo Žalgiris.

## Le squadre
Sono 45 le squadre ad aver preso parte alle 36 stagioni di A lyga dal 1991 al 2025. In grassetto le squadre partecipanti all'edizione 2024.
- 35 volte:  Žalgiris
- 28 volte:  Atlantas
- 25 volte:  Ekranas,  Sūduva
- 20 volte:  FBK Kaunas
- 19 volte:  Banga Gargždai,  Šiauliai
- 14 volte:  DFK Dainava
- 13 volte:  Inkaras Kaunas
- 12 volte:  Riteriai,  Tauras
- 11 volte:  Kareda Kaunas,  Kauno Žalgiris
- 9 volte:  Nevėžis,  Vėtra
- 8 volte:  Panerys Vilnius
- 7 volte:  Kruoja,  Panevėžys
- 6 volte:  Mūša Ukmergė,  Sirijus Klaipėda
- 5 volte:  Džiugas Telšiai,  Geležinis Vilkas,  Hegelmann, ROMAR Mazeikiai,  Šilutė,  Stumbras,  Vilnius
- 4 volte: FA Siauliai,  Interas,  Jonava, Lokomotyvas Vilnius,  Mastis Telsiai,  Neris Vilnius
- 3 volte:  Utenis Utena,  Žalgiris-2
- 2 volte:  Atletas Kaunas,  Granitas Klaipėda,  Klaipėda,  Mažeikiai,  Palanga, Polonia Vilnius,  Ranga-Poli. Kaunas,  Tauras Šiauliai
- 1 volta:  Alsa-Panerys Vilnius,  Kauno Jėgeriai,  Minija Kretinga,  REO Vilnius,  TransINVEST,  Vilija Kaunas, Zydrius

## Albo d'oro

### 1991 - presente
- 1991:  Žalgiris (1)
- 1991-1992:  Žalgiris (2)
- 1992-1993:  Ekranas (1)
- 1993-1994:  Mažeikiai (1)
- 1994-1995:  Inkaras Kaunas (1)
- 1995-1996:  Inkaras Kaunas (2)
- 1996-1997:  Kareda Šiauliai (1)
- 1997-1998:  Kareda Šiauliai (2)
- 1998-1999:  Žalgiris (3)
- 1999:  FBK Kaunas (1)
- 2000:  FBK Kaunas (2)
- 2001:  FBK Kaunas (3)
- 2002:  FBK Kaunas (4)
- 2003:  FBK Kaunas (5)
- 2004:  FBK Kaunas (6)
- 2005:  Ekranas (2)
- 2006:  FBK Kaunas (7)
- 2007:  FBK Kaunas (8)
- 2008:  Ekranas (3)
- 2009:  Ekranas (4)

- 2010:  Ekranas (5)
- 2011:  Ekranas (6)
- 2012:  Ekranas (7)
- 2013:  Žalgiris (4)
- 2014:  Žalgiris (5)
- 2015:  Žalgiris (6)
- 2016:  Žalgiris (7)
- 2017:  Sūduva (1)
- 2018:  Sūduva (2)
- 2019:  Sūduva (3)
- 2020:  Žalgiris (8)
- 2021:  Žalgiris (9)
- 2022:  Žalgiris (10)
- 2023:  Panevėžys (1)
- 2024:  Žalgiris (11)